# アクーパーラ

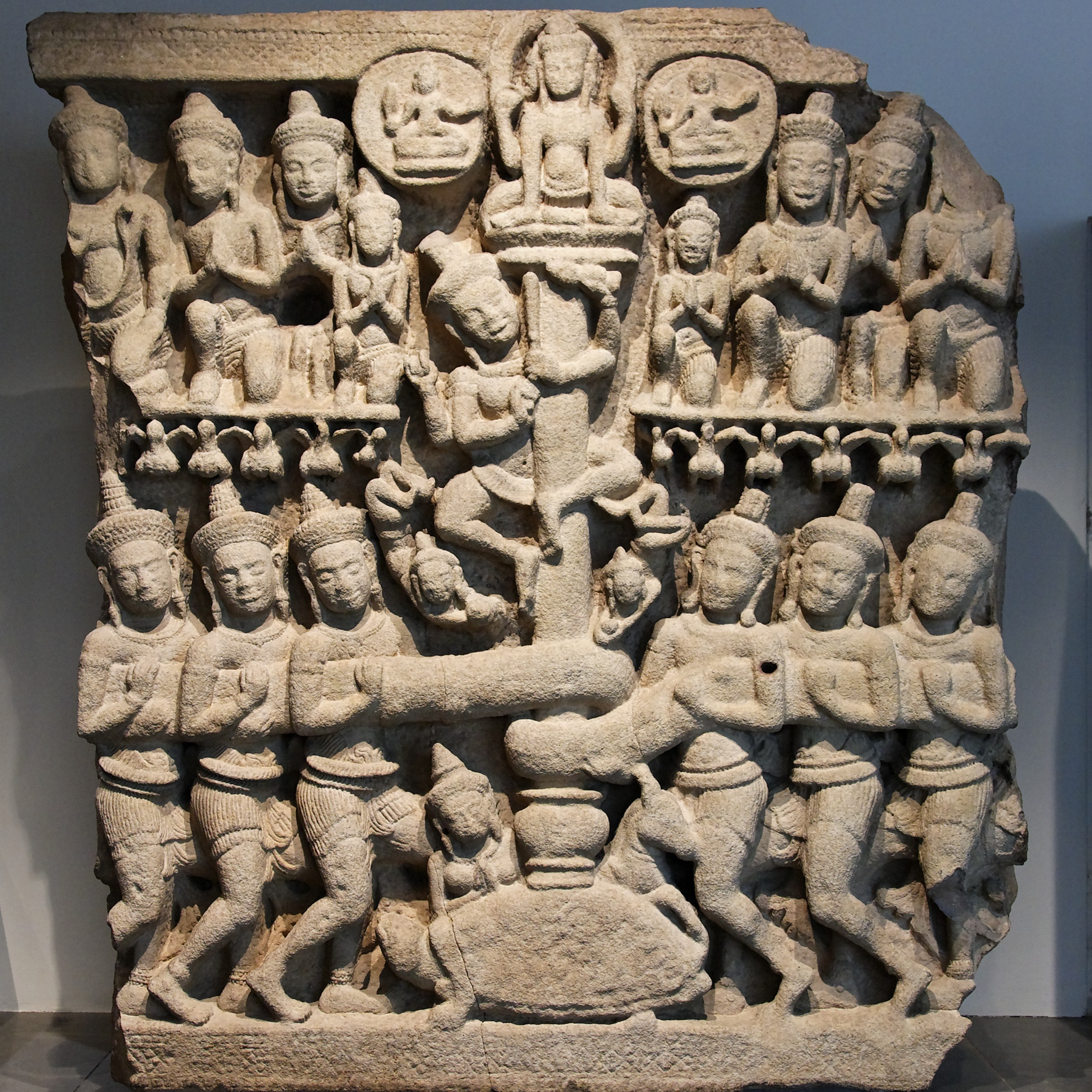
乳海攪拌の際にマンダラ山を支える亀の王のモチーフは、後にヴィシュヌ信仰と結びつき、ヴィシュヌ神の化身クールマの役目とされた。パリのギメ東洋美術館所蔵。

アクーパーラ（梵: अकूपार, Akupāra）は、インド神話の巨大な亀の王である。乳海攪拌の神話に登場する。

## 神話

### 乳海攪拌
叙事詩『マハーバーラタ』によると、神々とアスラは、不老不死の霊薬アムリタを求めて乳海を攪拌したとき、1万1千ヨージャナの高さを誇るマンダラ山を攪拌棒として用いた。この巨大な山をアナンタが大地から引き抜き、乳海の中でマンダラ山の支点となって支える役目を亀の王アクーパーラが担い、マンダラ山に巻き付いて引っ張る綱の役目をナーガの王ヴァースキが担ったと伝えられている。『ラーマーヤナ』以降のバージョンによると、このときマンダラ山を支えたのはアクーパーラではなく、ヴィシュヌ神の化身である大亀クールマとなっている。

### 長寿伝承
かつてインドラデュムナという名前の王仙がいた。彼は生前、アクーパーラの甲羅の上に1000回も火壇を積み、祭式を執り行った。またその際にバラモンに贈った牛たちが大地を踏みしめた場所に彼の名を取った湖ができ、アクーパーラはそこに住みついた。後にインドラデュムナは昇天して神々の世界に入ったが、長い年月が流れ、地上での名声が尽きた（地上でインドラデュムナを知る者がいなくなった）たため、前世の功徳が尽きたとして天から堕ちた。インドラデュムナは自分を知る者を探して、長寿の聖仙マールカンディーヤ、ヒマラヤ山に住む梟プラーカーラーカルナ、インドラデュムナ湖に住むバカ鳥（アオサギの一種）のナーディージャンガを訪ねたが、誰もインドラデュムナを知らなかった。しかしナーディージャンガは同じ湖に長命の亀アクーパーラがおり、彼ならば知っているかもしれないと言った。そこでアクーパーラに会うと、彼は今でも、自分の背中の上に火壇を積み、また自分が住んでいる湖を作ったインドラデュムナのことを覚えていた。こうしてアクーパーラのおかげで前世の功徳が尽きていないと証明されたので、インドラデュムナは再び天界に戻ることができた。この物語は日本で鶴と亀が長寿の動物として知られていることとよく似ていると指摘されている。